# ستاره‌گون مهتر
ستاره‌گون مهتر (نام علمی: Astrantia major) نام یک گونه از سرده ستاره‌گون است.